# Lieparella elstoni
Lieparella elstoni är en tvåvingeart som först beskrevs av Malloch 1938.  Lieparella elstoni ingår i släktet Lieparella och familjen fritflugor. Inga underarter finns listade i Catalogue of Life.